# المتحف الوطني في وارسو

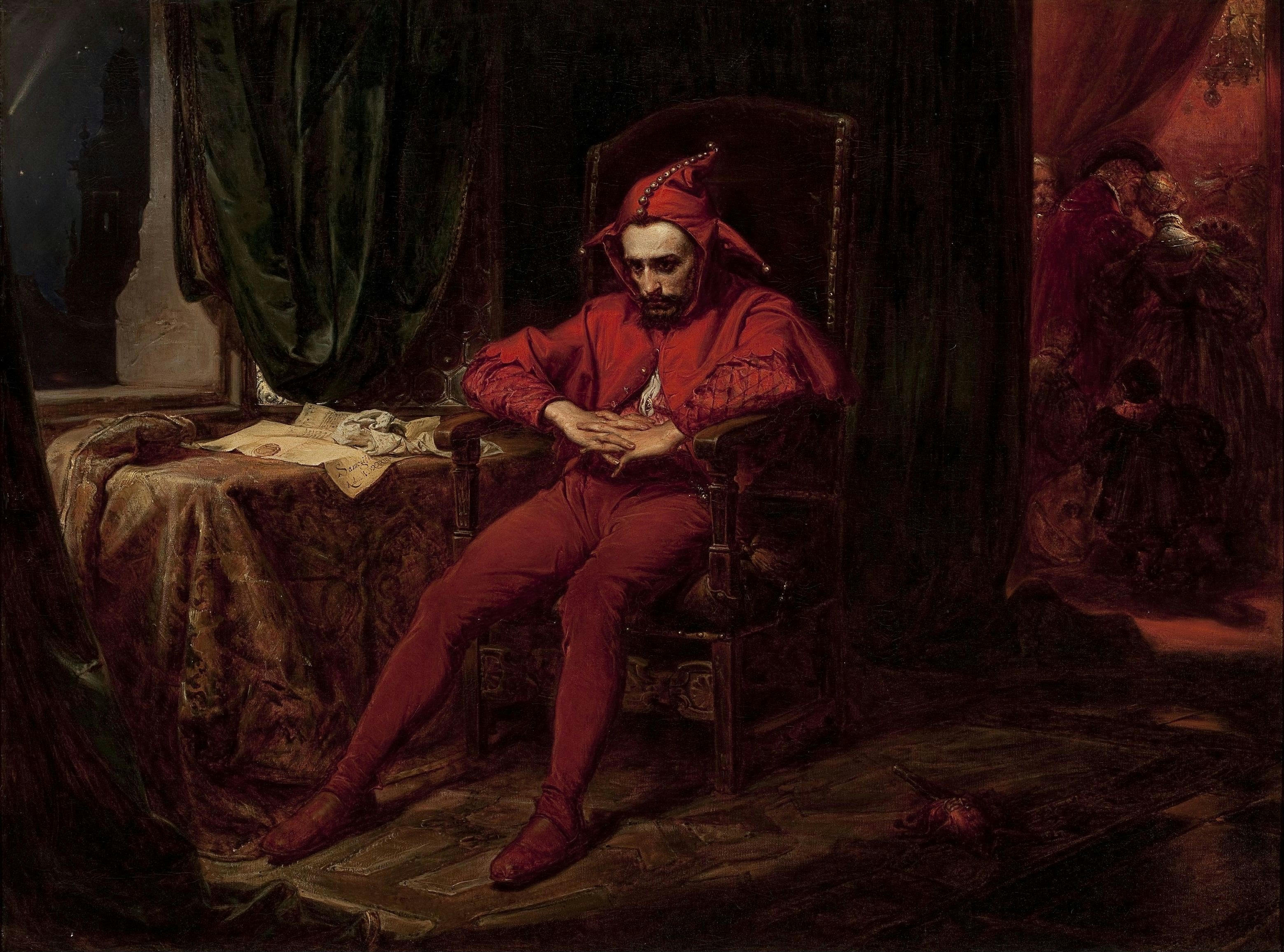
ستانزيك لوحة بريشة يان ماتيكو عام 1862

المتحف الوطني في وارسو (بالإنجليزية: National Museum, Warsaw)‏ و (بالبولندية: Muzeum Narodowe w Warszawie) وهو متحف وطني يقع في مدينة وارسو عاصمة بولندا، يعتبر من أكبر المتاحف في بولندا وأكبر متحف في مدينة وارسو، يضم هذا المتحف قطع أثرية قديمة تعود للحضارات المصرية القديمة. والإغريقية والرومانية، ويتواجد في هذا المتحف 11 ألف قطعة أثرية، أكثرها تبرز ثقافة بولندا، كما يوجد لوحات من إيطاليا وفرنسا وبلجيكا وهولندا وألمانيا وروسيا ومن ضمنها بعض لوحات أدولف هتلر.